# مينغ هساي
مينغ هساي (بالإنجليزية: Ming Hsieh)‏ هو شخصية أعمال أمريكي، ولد في 1955 في شنيانغ في الصين.